# Chrysolina baronii
Chrysolina baronii es un coleóptero de la familia Chrysomelidae.
Fue descrita científicamente en 1979 por Daccordi.